# Iva Šedivá
Iva Šedivá (* 15. března 1955 Hořice) je česká politička, počátkem 21. století poslankyně Poslanecké sněmovny za ČSSD.

## Biografie
Pochází z vesnice Chodovice, bydlí v Hořicích. V letech 1995–1998 zasedala v zastupitelstvu města Hořice. Byla předsedkyní komise životního prostředí a komise sociální při městském zastupitelstvu. V komunálních volbách roku 1998 neúspěšně kandidovala do zastupitelstva města Hořice za ČSSD. Do tamního zastupitelstva byla pak zvolena v komunálních volbách roku 2002, komunálních volbách roku 2006 a komunálních volbách roku 2010. Profesně se k roku 1998 uvádí jako chemička – ekoložka, k roku 2002 coby poslankyně, následně v roce 2006 jako jednatelka společnosti a v roce 2010 coby vedoucí odboru životního prostředí. V krajských volbách roku 2000 byla zvolena do Zastupitelstva Královéhradeckého kraje za ČSSD.
Ve volbách v roce 2002 byla zvolena do poslanecké sněmovny za ČSSD (volební obvod Královéhradecký kraj). Byla členkou sněmovního výboru pro vědu, vzdělání, kulturu, mládež a tělovýchovu a výboru pro veřejnou správu, regionální rozvoj a životní prostředí. Ve sněmovně setrvala do voleb v roce 2006.
V roce 2005 předložila v poslanecké sněmovně pozměňovací návrh, který omezil možnost Energetického regulačního úřadu každoročně snižovat výkupní ceny limitem 5 % (vládní návrh původně umožňoval 10 %). Tento její návrh pak byl schválen a v roce 2010 byl kritizován jako jeden z faktorů finančně nezvládnutného boomu fotovoltaiky v Česku. Ivy Šedivé se ale zastala Taťana Fischerová, podle které od zmíněného hlasování v roce 2005 uplynulo několik let, kdy následné politické reprezentace měly možnost nastavení cen solární energie změnit. Podobný názor na svou obhajobu vznášela i sama Iva Šedivá. Její tehdejší motivací prý bylo, že „Drobní investoři potřebovali záruku stabilních výkupních cen. Jinak pro banky vůbec nebyli zajímaví.“ V roce 2010 se uvádí jako vedoucí odboru královéhradeckého magistrátu pro životní prostředí.